# Julia Ivonchyk
Julia Ivonchyk, née Kovalenko le 27 juillet 1994 en Biélorussie, est une gymnaste acrobatique biélorusse.

## Carrière
Médaillée de bronze par équipe aux Jeux mondiaux de 2013, elle remporte aux Jeux mondiaux de 2017 la médaille d'argent au concours féminin en groupe.
Aux Championnats d'Europe de gymnastique acrobatique 2017, elle obtient trois médailles de bronze en trio (général, statique et dynamique). Elle est médaillée d'argent en groupe et médaillée de bronze par équipe aux Championnats du monde de gymnastique acrobatique 2018.
Aux Jeux européens de 2019, elle remporte la médaille d'or au programme statique par équipes et la médaille de bronze au programme combiné par équipes et au programme dynamique par équipes.